# Brodski Zdenci
Brodski Zdenci su naseljeno mjesto u Republici Hrvatskoj u sastavu općine Podcrkavlje u Brodsko-posavskoj županiji.

## Zemljopis
Brodski Zdenci se nalaze na Dilju, sjeverno od Podcrkavlja i zapadno od državne ceste Našice - Slavonski Brod, susjedna naselja su Brčino na zapadu, Glogovica na jugu te Gornji Slatinik i Donji Slatinik na istoku.

## Stanovništvo
Prema popisu stanovništva iz 2011. godine Brodski Zdenci su imali 299 stanovnika. 
| broj stanovnika | 376   | 393   | 345   | 420   | 456   | 523   | 530   | 584   | 545   | 554   | 541   | 438   | 394   | 350   | 330   | 299   | 271   |
|                 | 1857. | 1869. | 1880. | 1890. | 1900. | 1910. | 1921. | 1931. | 1948. | 1953. | 1961. | 1971. | 1981. | 1991. | 2001. | 2011. | 2021. |

## Spomenici i znamenitosti
- "Bućkara"
- "Pljuskara" koja je ujedino najviša točka sela

## Šport
- NK “Zdenac” Brodski Zdenci